# Le Mariage de Raiponce
Série
Raiponce
(2010) Raiponce : Moi, j'ai un rêve
(2017)
Pour plus de détails, voir Fiche technique et Distribution.
Le Mariage de Raiponce (Tangled Ever After) est un court métrage d'animation américain des studios Disney réalisé par Nathan Greno et Byron Howard, sorti le 13 janvier 2012 dans les salles de cinéma américaines lors de la nouvelle version du film La Belle et la Bête de 1991, en 3D. Il a ensuite été diffusé le 23 mars 2012 sur Disney Channel aux États-Unis.
En France, le court métrage a été présenté juste avant la diffusion en salles du Roi Lion en 3D prévu pour le 11 avril 2012 et a aussi été diffusé à la télévision en mars 2012 sur le réseau français de Disney Channel.
Ce court métrage est la suite, sous le format d'un spin-off, du film Raiponce développé par les mêmes réalisateurs. L'histoire prend place peu de temps après le film, lors de la cérémonie de mariage.

## Synopsis
Raiponce est sur le point de se marier avec Flynn Rider. Mais Maximus, chargé de porter les alliances, les fait tomber involontairement et les poursuit alors avec Pascal à travers la cité, afin de les rapporter au plus vite aux prétendants.

## Fiche technique
- Titre original : Tangled Ever After
- Titre français : Le Mariage de Raiponce
- Réalisation : Nathan Greno et Byron Howard[5]
- Scénario : Nathan Greno, Byron Howard, Robert L. Baird, Daniel Gerson
- Direction artistique : David Goetz[5]
- Musique : Kevin Kliesch
- Casting : Jamie Sparer Roberts
- Production : Aimee Scribner ; John Lasseter (exécutif) ; Kristin Yadamec (superviseur de production), Brent W. Hall (superviseur postproduction)
- Société(s) de production : Walt Disney Animation Studios
- Société(s) de distribution : Walt Disney Studios Motion Pictures (États-Unis, Canada)
- Pays d'origine :  États-Unis
- Langue originale : anglais
- Format d'image : couleur - 3D
- Genre : Animation
- Durée : 6 minutes[6]
- Dates de sortie cinéma : 
  -  États-Unis /  Canada /  Espagne : 13 janvier 2012[7]
  -  France : 11 avril 2012[1]

 Sauf indication contraire, les informations mentionnées dans cette section peuvent être confirmées par la base de données cinématographiques IMDb,  présente dans la section « Liens externes ».

## Distribution

### Voix originales
- Mandy Moore : Raiponce
- Zachary Levi : Eugene Fitzherbert / Flynn Rider
- Matt Nolan : Pan Caller
- Mark Allan Stewart : Dove Caller
- Kari Wahlgren : la reine, mère de Raiponce
- Alan Dale : le prêtre Bishop
- Paul F. Tompkins : Short Thug
- Frank Welker : Pascal, le caméléon
- Nathan Greno : Maximus, le cheval de Flynn

### Voix françaises
- Maeva Méline : Raiponce
- Alexis Victor : Eugene Fitzherbert / Flynn Rider
- Bénédicte Rivière : la reine, mère de Raiponce
- Isabelle Adjani : Mère Goethel - voix parlée
- Sophie Delmas : Mère Goethel - voix chantée
- Philippe Catoire : le prêtre Bishop

Source VF

### Voix québécoises
- Catherine Brunet : Raiponce
- Hugolin Chevrette-Landesque : Flynn Rider/Eugène Fitzherbert

## Autour du court métrage
Le 27 mars 2012, les studios Disney ont mis en ligne le court métrage en intégralité et en VF sur leur site.